# Denise Verreault
Pour les articles homonymes, voir Verreault.
Denise Verreault C.Q. est une femme d'affaires québécoise née le 19 octobre 1958 aux Méchins. Elle est présidente directrice générale du Groupe maritime Verreault. En 2001, elle est nommée Chevalière de l'Ordre national du Québec en 2001. En 2005, elle devient l'une des signataires du manifeste Pour un Québec lucide. Elle s'est vu décerner la Médaille du jubilé de diamant de la reine Elizabeth II lors d'une cérémonie protocolaire qui s'est tenue le 19 avril 2013 à l'Hôtel du Parlement du Québec.

## Distinctions
Distinctions obtenues :
- 1991 - Prix de la Femme de l'année du Salon de la femme de Montréal, catégorie Affaires
- 1995 - Prix de la Femme de l'année de la Municipalité régionale de comté de Matane, catégorie Affaires
- 1998 - Prix Créateurs d'emploi du Gala des 500, catégorie Femme entrepreneuse
- 1999 - Prix Femme d'affaires de l'année Québec 1999 du Choix des consommateurs de Québec
- 2000 - La réussite Entrepreneur 2000 du Cercle Entreprendre du Québec
- 2001 -  Chevalière de l'Ordre national du Québec[3]
- 2006 -  Membre de l'Ordre du Canada[4]
- 2013 - Médaille du jubilé de diamant de la reine Elizabeth II[5]